# Kanadastarr
Kanadastarr (Carex tribuloides) är en flerårig gräslik växt inom släktet starrar och familjen halvgräs. Kanadastarr växer tuvad och liknar en ljusbrun harstarr. Dess styva strån är sträva upptill och bladen är gulgrönaktiga. Den gröna till brunaktiga axsamlingen består av 6 till 15 tätt samlade ax. De ljust gulbruna axfjällen blir cirka två mm och täcker grönaktiga till halmgula fruktgömmen som blir från tre till fem mm. Fruktgömmena har nerver, lång slits upptill på ryggsidan och näbb med fint såga vingkant. Kanadastarr blir från 60 till 90 cm höga och blommar från juli till augusti.

## Utbredning
Kanadastarr är sällsynt i Norden men kan återfinnas på öppen mark, såsom vägdikesrenar och ruderatmark. Dess utbredning i Norden sträcker sig till utspridda områden längs Sveriges östkust. Inkommen med frö och ursprungligen från östra Nordamerika.